# Eggenburger Becken
Das Eggenburger Becken (auch: Eggenburger Bucht) ist ein an der Ostflanke des Waldviertels liegendes Becken, das heute von der Schmida durchflossen wird.
Zwischen dem Waldviertel und dem Weinviertel bildet das Becken eine Übergangszone, die sich durch ihre biologische Vielfalt auszeichnet. Neben Felsgebilden, Trockenlebensraumkomplexen, Feuchtwiesengebieten, Flüssen und Bächen mit Galeriewäldern ist das Becken auch Teile eines wichtigen Brutgebiets der Großtrappe. Als ehemaliger Meeresstrand bzw. -brandung ist es zudem reich an marinen Ablagerungen aus dem Untermiozän; sogar die Zeitstufe des Eggenburgiums (vor 20 Millionen Jahren) wurde danach benannt.
Das Eggenburger Becken wurde 1999 im Naturschutzkonzept Niederösterreich als eigener Teilraum ausgewiesen.